# Alfredo Ovando Candía
Alfredo Ovando Candía (Cobija, 6 de abril de 1918-La Paz, Bolivia, 24 de enero de 1982) fue un militar y político boliviano, dictador de la República de Bolivia en dos ocasiones (1966 y 1969). Fue miembro de la Junta Militar del 5 de noviembre, pero una hora después renunció, después volvió a tener un amplio poder en el ejecutivo con la copresidencia iniciada el 26 de mayo de 1965 junto a René Barrientos Ortuño, Ovando y Barrientos eran presidentes al mismo tiempo. Después Barrientos renunció para ir a las elecciones, Ovando queda como presidente de la Junta, después el presidente constitucional de la República Barrientos falleció por un accidente de helicóptero, asume su vicepresidente Luis Adolfo Siles Salinas que es derrocado a su vez por Ovando, Ovando gobernaría Bolivia hasta los golpes de Estado en Bolivia de 1970 que llevó al poder a Juan José Torres.

## Biografía
Alfredo Ovando nació el 6 de abril de 1918 en la ciudad de Cobija de la Delegación del Territorio Nacional de Colonias del Noroeste (actual Pando), hijo de una familia de inmigrantes originarios de Europa, los Ovando familia de su padre proveniente de Extremadura y los Candia de su madre del Piamonte. Comenzó sus estudios escolares en 1924 en el colegio Ayacucho de la ciudad de La Paz
Siendo ya adolescente, Alfredo ingresó al Colegio Militar del Ejército el año 1933. Cabe mencionar que durante su estadía como cadete en aquella institución militar, Ovando formó parte de la famosa "Promoción Tres Pasos al Frente", cuya promoción estaba conformada por cadetes jovenzuelos de solo 15, 16, 17 y 18 años de edad, los cuales se ofrecieron voluntarios para partir a la guerra del Chaco a falta de hombres en el frente de batalla. Alfredo Ovando apenas tenía 15 años cuando se enlistó como voluntario.
Combatió en la guerra del Chaco desde 1934 hasta su finalización en 1935. 
Una vez terminada la guerra, Ovando retornó a Bolivia en 1936 con el grado de subteniente. 
Ascendió al grado de teniente el año 1940, al grado de capitán en 1944, al grado de mayor en 1948 y al grado de teniente coronel el año 1952.
En 1956, Ovando ascendió al rango de coronel. En este cargo se desempeñó como profesor de la Escuela de Estado Mayor del ejército. En 1960 ascendió al grado de general.
Ya como general de ejército, Alfredo Ovando se constituyó en pilar fundamental de la reorganización del Ejército de Bolivia tras lo sucedido en la revolución de 1952. Pues cabe mencionar que fue Ovando el que modernizó al ejército tanto en la logística como en armamento, acorde a la época de la década de 1960. Durante su comandancia, el ejército (y por ende las Fuerzas Armadas) adoptaron el uniforme al estilo que utilizaba el ejército alemán 20 años atrás en la Segunda Guerra Mundial durante la década de 1940. En la actualidad aquellos uniformes aún perduran en los diferentes "regimientos de caballería" de Bolivia. 
En 1964, ya a sus 46 años de edad, Ovando fue nombrado comandante en jefe de las Fuerzas Armadas de Bolivia. Ese mismo año, Alfredo   colaboró con el general René Barrientos Ortuño para derrocar al presidente de ese entonces Víctor Paz Estenssoro.
En 1969, el presidente Barrientos falleció a causa de un accidente aéreo de helicóptero. Le sucedió su vicepresidente Luis Adolfo Siles Salinas. 

### Presidente de Bolivia
Pero Siles Salinas no estuvo mucho tiempo en el poder, siendo derrocado mediante un golpe de Estado por el mismo Ovando. Alfredo Ovando Candia subió a la presidencia de Bolivia el 26 de septiembre de 1969 a sus 51 años de edad.
En su gobierno se tomaron medidas como la nacionalización del petróleo y el 17 de octubre de 1969, la expropiación de la Gulf Oil Co., que permitió que Bolivia sea propietaria de sus propios recursos, y la instalación de la primera fundidora de estaño en el país. Al mismo tiempo aplicó medidas sociales importantes como campañas de alfabetización.

### Últimos años
Fue derrocado durante los Golpes de Estado en Bolivia de 1970 donde Juan José Torres llegó al poder. Fue embajador de Bolivia en España desde 1970 hasta 1971. Alfredo Ovando Candia falleció en la ciudad de La Paz el 24 de enero de 1982 a los 63 años de edad.